# 慶曆
慶曆（1041年十一月—1048年）是宋仁宗趙禎的第六個年号，北宋使用该年号共计8年。
慶曆在乾隆年間因避諱清高宗的名諱，而改寫為“慶厯”。

## 年號含義
意即美好的年代。

## 改元
- 康定二年——十一月二十日，有詔改元慶曆。[3][4][5]
- 慶曆八年——十二月一日，有詔明年改元皇祐。[6][7][8]

## 紀年對照表
| 慶曆 | 元年   | 二年   | 三年   | 四年   | 五年   | 六年   | 七年   | 八年   |
| ---- | ------ | ------ | ------ | ------ | ------ | ------ | ------ | ------ |
| 公元 | 1041年 | 1042年 | 1043年 | 1044年 | 1045年 | 1046年 | 1047年 | 1048年 |
| 干支 | 辛巳   | 壬午   | 癸未   | 甲申   | 乙酉   | 丙戌   | 丁亥   | 戊子   |

## 同期存在的其他政權之紀年
- 中國
  - 得圣（1047年－1048年）：北宋時期—王則之年號
  - 重熙（1032年－1055年）：契丹—遼興宗耶律宗真之年號
  - 天授礼法延祚（1038年－1048年）：西夏—夏景宗李元昊之年號
  - 正治（1027年－1041年）：大理—段素真之年號
  - 聖明（1042年）：大理—段素興之年號
  - 天明（1043年－1044年）：大理—段素興之年號
  - 保安（1045年－1052年）：大理—段思廉之年號
- 越南
  - 乾符有道（1039年－1042年）：李朝—李佛瑪之年號
  - 明道（1042年－1044年）：李朝—李佛瑪之年號
  - 天感聖武（1044年－1049年）：李朝—李佛瑪之年號
- 日本
  - 長久（1040年－1044年）：後朱雀天皇之年号
  - 寬德（1044年－1046年）：後朱雀天皇與後冷泉天皇之年号
  - 永承（1046年－1053年）：後冷泉天皇之年号

## 参看
- 中国年号索引

## 深入閱讀
- 李崇智. . 北京: 中華書局. 2004年12月. ISBN 7101025129.
- 鄧洪波. . 臺北: 國立臺灣大學東亞經典與文化研究計劃. 2005年3月  [2021-11-17]. ISBN 9789860005189. （原始内容 (pdf)存档于2007-08-25）.

| 前一年號： 康定 | 北宋年号 | 下一年號： 皇祐 |